# Helene Liebmann
Marie Helene Liebmann, geb. Riese, später Liebert (* 16. Dezember 1795 in Berlin; † 2. Dezember 1869 in Dresden), war eine deutsche Pianistin, Komponistin und Sängerin.

## Leben
Helene Riese wurde 1795 in Berlin als zweites Kind einer jüdischen Bürgerfamilie geboren. Ihr Vater, Meyer Wulff Riess (späterer Name Martin Riese) war ein wohlhabender Bankier. Ihr Bruder war der Schriftsteller Friedrich Wilhelm Riese. Zu den Lehrern ihrer Berliner Zeit zählten Wilhelm Schneider, Franz Lauska und Joseph Augustin Gürrlich.
1813 konvertierte die Musikerin zum Christentum und heiratete den Kaufmann John Joseph Liebmann. Im April 1814 zog das junge Ehepaar nach London, wo die Musikerin Unterricht bei Ferdinand Ries nahm. Ab 1819 waren die beiden mit Wohnsitz in Hamburg gemeldet. Im Jahr 1819 – nachdem auch ihr Ehemann zum Christentum konvertiert war – nahmen die beiden den christlich klingenden Nachnamen „Liebert“ an.
Im Frühjahr 1859 verließen Helene und Johann Joseph Liebert die Stadt Hamburg und machten sich auf den Weg über Sachsen und Österreich nach Italien. Da keine genaueren Angaben vorliegen, verliert sich hiermit ihre weitere Spur.

## Wirken als Pianistin und Sängerin
Am 23. Februar 1806 trat Helene Riese erstmals als Pianistin im öffentlichen Konzertwesen Berlins auf. In den folgenden Jahren machte sie sich dort einen Namen und trat verglichen mit anderen Instrumentalistinnen überdurchschnittlich häufig in der Öffentlichkeit auf. Für ihre Londoner Zeit sind bislang keine Nachweise öffentlicher Konzertauftritte bekannt. In Hamburg dagegen trat Helene Liebmann – auch unter ihrem neuen Namen Helene Liebert – nachweislich als Konzertsängerin in Erscheinung.

## Wirken als Komponistin
Unter den Kompositionen Helene Liebmanns befinden sich Werke für Gesang, Klavier und Streichinstrumente. In ihrer Berliner Zeit erschienen in erster Linie Klaviersonaten und Lieder. Der kompositorische Schwerpunkt der Londoner Zeit lag auf Kammermusik. Insgesamt sind rund 20 gedruckte Werke überliefert, die sie innerhalb von sieben Jahren geschrieben hat. Überlieferungen zu nicht veröffentlichten Kompositionen fehlen.

## Werke
Lieder
- Mignon: Kennst du das Land? op. 4, As-Dur, 1811.
- Sechs deutsche Lieder, op. 8, 1812.
- Sechs Lieder, o. op., 1811/1812.
- 6 Lieder, spätestens 1817.

Klaviermusik
- Klaviersonate, op. 1, D-Dur, 1811.
- Klaviersonate, op. 2, Es-Dur, 1811.
- Große Klaviersonate, op. 3, 1811.
- Große Klaviersonate, op. 4, spätestens 1812.
- Große Klaviersonate, op. 5, spätestens 1812.
- 2 weitere Klaviersonaten, spätestens 1813.
- Große Klaviersonate, op. 15, spätestens 1816.
- Fantasie für Klavier, op. 16, a-Moll, spätestens 1817.

Kammermusik
- Sonate für Klavier und Violine, op. 9,1, G-Dur, 1813.
- Große Sonate für Klavier und Violoncello, op. 11, B-Dur, zwischen 1813 und 1815.
- Großes Trio (Kl, Vl, Vc), op. 11, A-Dur, spätestens 1816.
- Großes Trio (Kl, Vl, Vc), op. 12, D-Dur, spätestens 1816.
- Großes Quartett (Kl, Vl, Va, Vc), op. 13, As-Dur, spätestens 1816.
- Sonate für Klavier und Violine, op. 14, B-Dur, spätestens 1816.

## Belege
1. ↑  Beerdigte auf dem Annenfriedhofe vom 28. November bis 4. Dezember 1869. In: Kirchliche Wochenzettel Dresden. Nr. 25/1869.

| Personendaten    | Personendaten                                                           |
| ---------------- | ----------------------------------------------------------------------- |
| NAME             | Liebmann, Helene                                                        |
| ALTERNATIVNAMEN  | Liebmann, Hélène; Riese, Hélène; Liebert, Hélène; Liebert, Marie Helene |
| KURZBESCHREIBUNG | deutsche Pianistin, Komponistin und Sängerin                            |
| GEBURTSDATUM     | 16. Dezember 1795                                                       |
| GEBURTSORT       | Berlin                                                                  |
| STERBEDATUM      | 2. Dezember 1869                                                        |
| STERBEORT        | Dresden                                                                 |